# Frag Kit 6
Frag Kit 6 — це набір для модернізації автомобільної броні, розроблений Дослідницькою лабораторією Армії США для захисту від ударного ядра снарядів типу бронепробивача, які часто використовується в саморобних вибухових пристроях. Набір призначений для встановлення на броньовані машини класу MRAP та неброньованих HMMWV. Подібно до броні Чобгема, матеріали та те, як вона працює, є державною таємницею уряду США.